# Parque Nacional Tanintharyi
O Parque Nacional Tanintharyi é um parque nacional proposto na região de Tanintharyi de Mianmar que deveria cobrir uma área de 2,072 km2 (800 sq mi) de manguezais e florestas perenes a partir de uma elevação do nível do mar até 1,490 m (4,890 ft). Foi proposto em 2002. As espécies de vida selvagem nesta área incluem o elefante asiático, o veado-sambar, a anta malaia, o muntjac indiano e o leopardo.